# Репин, Александр Викторович
Алекса́ндр Ви́кторович Ре́пин (род. 10 февраля 1993, Соликамск, Пермская область, Россия) — российский хоккеист, игравший в составе клуба «Витебск», выступающего в Белорусской экстралиге.

## Биография
Воспитанник хоккейных школ пермского «Молота-Прикамье» и казанского «Ак Барса». В драфте КХЛ в 2010 году был выбран новокузнецким «Металлургом» в 4-м раунде под общим 77 номером.
Дебютировал в клубах Молодёжной хоккейной лиги — казанском «Барсе» (2009—2010), новокузнецких «Кузнецких Медведях» (2010—2014) и кирово-чепецкой «Олимпии» (2014/2015).
С 14 января 2015 года перешёл в клуб Белорусской экстралиги «Витебск». После возвращения в Россию представлял клубы чемпионата и первенства Высшей хоккейной лиги — пермский «Молот-Прикамье» (2015), смоленский «Славутич» (2016), и волжскую «Ариаду-НХ» (2016/2017). В сезоне 2018/2019 вновь выступает в клубе Белорусской экстралиги «Витебск».